# Farppaljavri
Farppaljavri eller Tsjappisjävri är en sjö i Finland. Den ligger i kommunen Utsjoki i landskapet Lappland, i den norra delen av landet, 1 100 km norr om huvudstaden Helsingfors. Farppaljavri ligger 256 meter över havet. Arean är 70,5 hektar och strandlinjen är 6,67 kilometer lång. Sjön  ingår i Tana älvs huvudavrinningsområde.   Omgivningarna runt Farppaljavri är i huvudsak ett öppet busklandskap.